# HMNK Nova Gradiška
| Radovi u tijeku! |
| Jedan vrijedni suradnik upravo radi na ovom članku! Mole se ostali suradnici da NE UREĐUJU članak dok je ova obavijest prisutna. Koristite stranicu za razgovor ako imate komentare i pitanja u vezi s člankom. Kada radovi budu gotovi predložak će ukloniti suradnik koji ga je postavio na članak! Predložak može svatko ukloniti ako 6 sati nije bilo promjena u članku i njegovoj stranici za razgovor. |

Hrvatski malonogometni klub "Nova Gradiška"  (HMNK "Nova Gradiška"; "Nova Gradiška") je futsal (malonogometni) klub iz Nove Gradiške, Brodsko-posavska županija, Republika Hrvatska. 
 
U sezoni 2024./25. HMNK "Nova Gradiška" se natječe u "1. hrvatskoj malonogometnoj ligi", ligi drugog stupnja malonogometnog (futsal) prvenstva Hrvatske. 

## Uspjesi
2. HMNL – Istok
- prvaci: 2022./23.
- drugoplasirani: 2019./20., 2020./21.

## Pregled plasmana po sezonama
| sezona              | rang                | liga                | dio lige            | poz.                | klubova u ligi      | ut                  | pob                 | ner                 | por                 | gol+                | gol-                | bod                 | doigravanje         | napomena                          | izvori              |
| Urije Nova Gradiška | Urije Nova Gradiška | Urije Nova Gradiška | Urije Nova Gradiška | Urije Nova Gradiška | Urije Nova Gradiška | Urije Nova Gradiška | Urije Nova Gradiška | Urije Nova Gradiška | Urije Nova Gradiška | Urije Nova Gradiška | Urije Nova Gradiška | Urije Nova Gradiška | Urije Nova Gradiška | Urije Nova Gradiška               | Urije Nova Gradiška |
| ------------------- | ------------------- | ------------------- | ------------------- | ------------------- | ------------------- | ------------------- | ------------------- | ------------------- | ------------------- | ------------------- | ------------------- | ------------------- | ------------------- | --------------------------------- | ------------------- |
| 2018./19.           | II.                 | 2. HMNL – Istok     |                     | 7.                  | 10                  | 16                  | 4                   | 2                   | 10                  | 76                  | 77                  | 13 (-1)             |                     |                                   |                     |
| Nova Gradiška       |                     |                     |                     |                     |                     |                     |                     |                     |                     |                     |                     |                     |                     |                                   |                     |
| 2019./20.           | II.                 | 2. HMNL – Istok     |                     | 2.                  | 12                  | 16                  | 10                  | 4                   | 2                   | 94                  | 52                  | 34                  |                     | prekinuto zbog pandemije COVID-19 |                     |
| 2020./21.           | II.                 | 2. HMNL – Istok     |                     | 2.                  | 11                  | 20                  | 14                  | 3                   | 3                   | 123                 | 71                  | 41 (-4)             |                     |                                   | [ 1 ]               |
| 2021./22.           | II.                 | 2. HMNL – Istok     |                     | 3.                  | 11 (12)             | 19                  | 15                  | 1                   | 3                   | 133                 | 61                  | 46                  |                     |                                   |                     |
| 2022./23.           | II.                 | 2. HMNL – Istok     |                     | 1.                  | 7                   | 17                  | 13                  | 3                   | 1                   | 86                  | 38                  | 42                  |                     |                                   | [ 2 ]               |
| 2023./24.           | II.                 | 1. HMNL             |                     | 3.                  | 10                  | 17                  | 9                   | 3                   | 5                   | 68                  | 48                  | 30                  |                     | u Kvalifikacije za HMNL           |                     |
| 2024./25.           | II.                 | 1. HMNL             |                     |                     | 10                  |                     |                     |                     |                     |                     |                     |                     |                     |                                   | [ 3 ]               |
|                     |                     |                     |                     |                     |                     |                     |                     |                     |                     |                     |                     |                     |                     |                                   |                     |
|                     |                     |                     |                     |                     |                     |                     |                     |                     |                     |                     |                     |                     |                     |                                   |                     |

## Vanjske poveznice
- HMNK Nova Gradiška , facebook stranica
- crofutsal.com, Nova Gradiška
- (engl.) sofascore.com, HMNK Nova Gradiška
- rezultati.com, Nova Gradiška